# Indywidualne Mistrzostwa Polski w Zapasach 1993

## Mistrzostwa Polski w Zapasach1993

### Kobiety
1. Mistrzostwa Polski – x – x 1993, Wałbrzych

### Mężczyźni
- styl wolny

46. Mistrzostwa Polski – x – x 1993, Wola
- styl klasyczny

63. Mistrzostwa Polski – x – x 1993, Wrocław

## Medaliści

### Kobiety
| Kategoria | Złoto                                 | Srebro | Brąz |
| 53 kg     | Iwona Tracz Grunwald Poznań           |        |      |
| 61 kg     | Izabela Kuźmińska Bielawianka Bielawa |        |      |
| 65 kg     | Anna Udycz Gwardia Warszawa           |        |      |

### Mężczyźni

#### Styl wolny
| Kategoria | Złoto                                | Srebro                               | Brąz                               |
| 48 kg     | Sławomir Słubik Budowlani Łódź       | Sylwester Wojtak Włodawianka Włodawa | Rafał Paprotny Slavia Ruda Śląska  |
| 52 kg     | Władysław Olejnik ZKS Koszalin       | Mariusz Godyń Czeczott Wola          | Harald Foerster Siła Mysłowice     |
| 57 kg     | Tadeusz Kowalski AZS-AWF Warszawa    | Stanisław Surdyka Stal Rzeszów       | Stanisław Dziopak Stal Rzeszów     |
| 62 kg     | Jan Krzesiak Slavia Ruda Śląska      | Dariusz Grzywiński Grunwald Poznań   | Bogdan Strzałka Slavia Ruda Śląska |
| 68 kg     | Władysław Wyrwał Slavia Ruda Śląska  | Piotr Nowak GKS Dąbrowa Górnicza     | Artur Albinowski Orzeł Łódź        |
| 74 kg     | Krzysztof Walencik Czeczott Wola     | Andrzej Brożyna ZKS Koszalin         | Marek Grodzki Czeczott Wola        |
| 82 kg     | Robert Kostecki AZS-AWF Warszawa     | Włodzimierz Górski Czeczott Wola     | Jan Pawlak Boruta Zgierz           |
| 90 kg     | Józef Niemiec Gwardia Warszawa       | Jan Chitruszko Czeczott Wola         | Adam Ogryzek Czeczott Wola         |
| 100 kg    | Marek Garmulewicz Slavia Ruda Śląska | Krzysztof Wójtowiec Gwardia Warszawa | Jerzy Nieć Tęcza Kraśnik           |
| 130 kg    | Jerzy Owerczuk Gwardia Warszawa      | Adam Chojnacki Grunwald Poznań       | Ryszard Krupa Stal Rzeszów         |

#### Styl klasyczny
| Kategoria | Złoto                                  | Srebro                                        | Brąz                                            |
| 48 kg     | Andrzej Głąb Cement Gryf Chełm         | Jarosław Pyzara Legia Warszawa                | Piotr Jabłoński Cement Gryf Chełm               |
| 52 kg     | Dariusz Piaskowski Zagłębie Wałbrzych  | Dariusz Jabłoński Cement Gryf Chełm           | Grzegorz Miszta Legia Warszawa                  |
| 57 kg     | Stanisław Pawłowski Zagłębie Wałbrzych | Grzegorz Szyszka PTC Pabianice                | Krzysztof Danielewski Śląsk Wrocław             |
| 62 kg     | Dariusz Przystolik Siła Mysłowice      | Mieczysław Tracz Śląsk Wrocław                | Włodzimierz Zawadzki Legia Warszawa             |
| 68 kg     | Ryszard Wolny Unia Racibórz            | Jan Kasprzak Siła Mysłowice                   | Piotr Troczyński Zagłębie Wałbrzych             |
| 74 kg     | Jarosław Siuj Wisłoka Stomil Dębica    | Mariusz Przygoda Siła Mysłowice               | Robert Żółtowski Legia Warszawa                 |
| 82 kg     | Józef Tracz Śląsk Wrocław              | Piotr Stępień Piotrcovia Piotrków Trybunalski | Henryk Topór Zagłębie Wałbrzych                 |
| 90 kg     | Marek Kraszewski Śląsk Wrocław         | Jacek Fafiński Legia Warszawa                 | Leszek Blautenberg Legia Warszawa               |
| 100 kg    | Andrzej Wroński Legia Warszawa         | Jarosław Kurkiewicz Wisłoka Stomil Dębica     | Paweł Grzybicki Piotrcovia Piotrków Trybunalski |
| 130 kg    | Jacek Jaracz Śląsk Wrocław             | Bogusław Dąbrowski Zagłębie Wałbrzych         | Sławomir Zrobek Siła Mysłowice                  |